# Dononbahn
| Waldbahn-Station jenseits des Donon | |                            |                            |
| Streckenverlauf Längsschnitt der Dononbahnen: Strecke Schirmeck–Colas und Strecke Herkules–Moussey | |                            |                            |
| Streckenlänge: | • Strecke Schirmeck–Herkules: 11,8 km • Strecke Herkules–Colas: 20,0 km • Strecke Herkules–Moussey: 12,5 km |                            |                            |
| Spurweite: | 700 mm |                            |                            |
| | |                            |                            |
| \| \| km[1] \| \| m.ü.M. \| \| \| 0,0 \| Schirmeck \| 318 \| \| \| 2,6 \| Wachenbach \| 360 \| \| \| 4,2 \| Michelbrunn \| 413 \| \| \| \| Zur Seilbahn auf den Donon \| \| \| \| 6,0 \| Tannenwald \| 478 \| \| \| 7,9 \| Kuckuck \| 533 \| \| \| 9,8 \| Forellenbach \| 635 \| \| \| 11,8 \| Herkules \| 711 \| \| \| \| \| \| \| \| 14,0 \| Stern 2 \| 780 \| \| \| 15,8 \| Stern 1 \| 752 \| \| \| 18,0 \| Donon \| 726 \| \| \| \| \| \| \| \| 19,5 \| Spitzkehre \| Spitzkehre \| \| \| 23,1 \| Raon-sur-Plaine \| 431 \| \| \| \| \| \| \| \| \| Spitzkehre \| \| \| \| 27,2 \| Vexaincourt \| 380 \| \| \| 28,3 \| \| \| \| \| 30,1 \| Allarmont \| Allarmont \| \| \| 31,8 \| Colas \| 440 \| \| \| 14,5 \| Prayé \| 779 \| \| \| 15,4 \| \| \| \| \| 21,2 \| Brocard \| Brocard \| \| \| 17,8 \| Spitzkehre \| Spitzkehre \| \| \| 19,7 \| Spitzkehre \| Spitzkehre \| \| \| 23,6 \| Proviantamt \| 389 \| \| \| 24,3 \| Moussey \| Moussey \| | |                            |                            |
| | km |                            | m.ü.M.                     |
| Kopfbahnhof Streckenanfang (Strecke außer Betrieb) | 0,0 | Schirmeck                  | 318                        |
| Haltepunkt / Haltestelle (Strecke außer Betrieb) | 2,6 | Wachenbach                 | 360                        |
| Bahnhof (Strecke außer Betrieb) | 4,2 | Michelbrunn                | 413                        |
| Haltepunkt / Haltestelle Streckenanfang und quer (Strecke außer Betrieb) · Abzweig geradeaus und nach rechts (Strecke außer Betrieb) | | Zur Seilbahn auf den Donon | Zur Seilbahn auf den Donon |
| Haltepunkt / Haltestelle (Strecke außer Betrieb) | 6,0 | Tannenwald                 | 478                        |
| Haltepunkt / Haltestelle (Strecke außer Betrieb) | 7,9 | Kuckuck                    | 533                        |
| Haltepunkt / Haltestelle (Strecke außer Betrieb) | 9,8 | Forellenbach               | 635                        |
| Bahnhof (Strecke außer Betrieb) | 11,8 | Herkules                   | 711                        |
| Abzweig geradeaus und nach links (Strecke außer Betrieb) · Strecke von rechts (außer Betrieb) | |                            |                            |
| Haltepunkt / Haltestelle (Strecke außer Betrieb) · Strecke (außer Betrieb) | 14,0 | Stern 2                    | 780                        |
| Bahnhof (Strecke außer Betrieb) · Strecke (außer Betrieb) | 15,8 | Stern 1                    | 752                        |
| Kopfbahnhof Streckenanfang (Strecke außer Betrieb) · Strecke (außer Betrieb) · Strecke (außer Betrieb) | 18,0 | Donon                      | 726                        |
| Strecke nach links (außer Betrieb) · Abzweig geradeaus und nach rechts (Strecke außer Betrieb) · Strecke (außer Betrieb) | |                            |                            |
| Abzweig quer, nach links und von rechts (Strecke außer Betrieb) · Strecke (außer Betrieb) | 19,5 | Spitzkehre                 | Spitzkehre                 |
| Kopfbahnhof Streckenanfang (Strecke außer Betrieb) · Strecke (außer Betrieb) · Strecke (außer Betrieb) | 23,1 | Raon-sur-Plaine            | 431                        |
| Abzweig geradeaus und nach links (Strecke außer Betrieb) · Abzweig geradeaus und von rechts (Strecke außer Betrieb) · Strecke (außer Betrieb) | |                            |                            |
| Strecke (außer Betrieb) · Strecke (außer Betrieb) | | Spitzkehre                 | Spitzkehre                 |
| Bahnhof (Strecke außer Betrieb) · Strecke (außer Betrieb) | 27,2 | Vexaincourt                | 380                        |
| Abzweig geradeaus und nach links (Strecke außer Betrieb) · Strecke von rechts (außer Betrieb) · Strecke (außer Betrieb) | 28,3 |                            |                            |
| Kopfbahnhof Streckenende (Strecke außer Betrieb) · Strecke (außer Betrieb) · Strecke (außer Betrieb) | 30,1 | Allarmont                  | Allarmont                  |
| Kopfbahnhof Streckenende (Strecke außer Betrieb) · Strecke (außer Betrieb) | 31,8 | Colas                      | 440                        |
| Bahnhof (Strecke außer Betrieb) | 14,5 | Prayé                      | 779                        |
| Strecke von links (außer Betrieb) · Abzweig geradeaus und nach rechts (Strecke außer Betrieb) | 15,4 |                            |                            |
| Kopfbahnhof Streckenende (Strecke außer Betrieb) · Strecke (außer Betrieb) | 21,2 | Brocard                    | Brocard                    |
| Abzweig quer, nach links und von rechts (Strecke außer Betrieb) | 17,8 | Spitzkehre                 | Spitzkehre                 |
| Abzweig quer, nach links und von rechts (Strecke außer Betrieb) | 19,7 | Spitzkehre                 | Spitzkehre                 |
| Haltepunkt / Haltestelle (Strecke außer Betrieb) | 23,6 | Proviantamt                | 389                        |
| Kopfbahnhof Streckenende (Strecke außer Betrieb) | 24,3 | Moussey                    | Moussey                    |

Die Dononbahn war eine während des Ersten Weltkriegs von den deutschen Streitkräften genutzte, 44,3 km lange Waldbahn im Donon-Massiv in den Vogesen. Sie führte von Schirmeck im  Elsass über die Staatsgrenze nach Allarmont, Colas und Moussey im französischen Département Vosges.

## Geschichte
Die Dononbahn wurde von den Deutschen als sogenannte „Waldbahn“ zu einer Zeit gebaut, als das Elsass 1871–1918 laut dem Frankfurter Friedensvertrag ein deutsches Reichsland war. Die Schmalspurbahn war offiziell für den Holzeinschlag vorgesehen, hatte aber von Anfang an eine militär-strategische Bedeutung, da sie schnell als militärische Feldbahn genutzt werden konnte, falls die Franzosen das Gebiet zurückerobern wollten.
Der in Rothau stationierte Forstingenieur Bierau verlegte 1886 in den Staatsforsten ein Netz von Waldeisenbahnen, deren Loren unbeladen von Pferden in die Waldgebiete gezogen wurden und vollbeladen durch die Schwerkraft bergab zu den Sägewerken rollten.
Nachdem 1892 ein ungewöhnlich starker Sturm den Waldbestand in den Vogesen verwüstet hatte, mussten Hunderttausende Kubikmeter Holz zu den Sägewerken transportiert werden. Um den Transportaufwand zu minimieren, beschaffte die deutsche Forstverwaltung, wie von Bierau vorgeschlagen, zwei dreigekuppelte Krauss-Lokomotiven mit einer Leistung von jeweils 50 PS.

## Gleisbau
Die ursprünglich 6 km lange Pferdebahn aus Schienen mit einem Metergewicht von 12,5 kg/m und einer Höhe von 7 cm auf unimprägnierten Tannenholzschwellen wurde nach dem Sturm  von 1892 verlängert. Sie hatte daraufhin 31 km fest verlegtes Gleis mit einem Metergewicht von 16 kg/m auf Eichenschwellen sowie 3 km fliegendes Gleis. Die ungewöhnliche Spurweite von 700 mm wurde unter anderem gewählt, damit die Franzosen im Falle eines Vormarsches die Gleise mit ihren Decauville- und Péchot-Bourdon-Lokomotiven, die eine Spurweite von 600 mm hatten, nicht nutzen konnten.

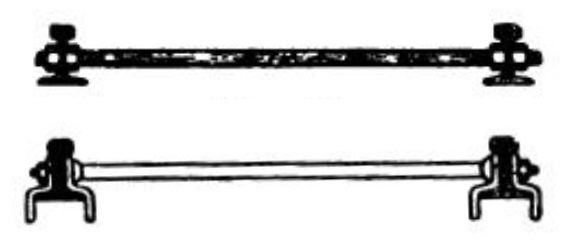
Waldbahnschienen-System des Forstmeisters Bierau aus Schirmeck

Anstelle der in Frankreich üblichen Gleisjoche der Decauville-Bahnen setzte Forstmeister Bierau insbesondere in Kurven und bei starkem Gefälle der Bahn ein von ihm entwickeltes System mit Spurstangen ein, so dass bei kleinen Kurvenradien die Spurweite zweckmäßig etwas weiter als auf den geraden Abschnitten eingestellt werden konnte. Er verwendete ein System ohne Joche und Schwellen, bei dem die Schienen direkt auf den Waldboden gelegt und nur durch starke Spurstangen verbunden wurden. Dabei wurden sogenannte Winkellaschen verwendet, die sich in den Boden pressten oder darin eingegraben werden mussten. Die Schienen waren in geraden Abschnitten möglichst lang, um die Anzahl der Schienenstöße zu minimieren, aber in Kurven wurden bevorzugt kürzere Schienen verlegt.

## Streckenverlauf
Die Strecke mit einer Spurweite von 700 mm verlief von Schirmeck nach Herkules. Dort bog eine Zweigstrecke nach Moussey von der Stammstrecke nach Colas ab.

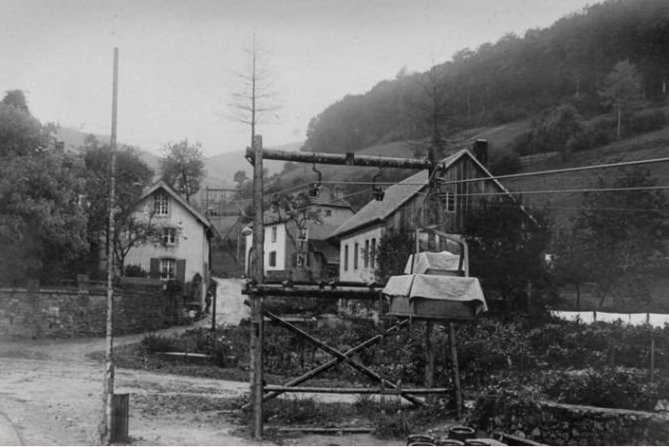
Waldbahn in Michelbrunn
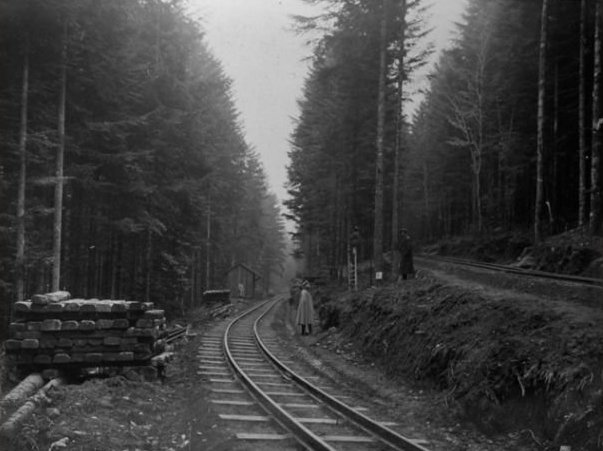
Eine der Abzweigstellen
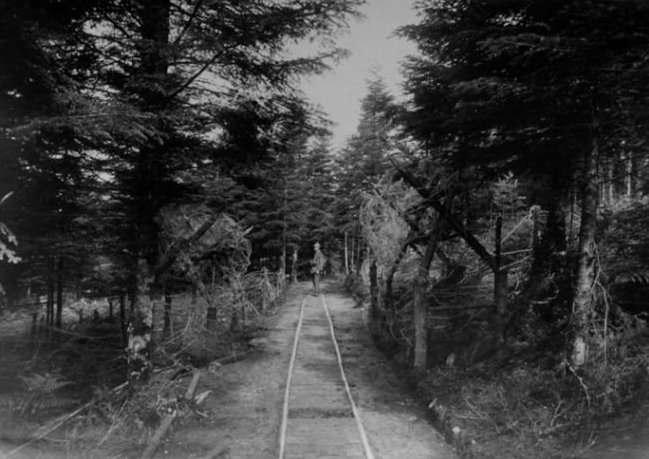
Waldbahn zu den Stellungen

## Lokomotiven
Auf der Dononbahn und der Waldbahn Alberschweiler wurden außer den beiden Krauss-Lokomotiven unter anderem auch acht baugleiche O&K-Dampflokomotiven (O&K-Werksnummern 8244–8247 und 8291–8294) eingesetzt.

## Militärische Nutzung und Stilllegung
Während des  Ersten Weltkriegs wurde die Dononbahn militärisch genutzt, da die Front wie vorhergesehen durch das von der Waldbahn erschlossene Gebiet verlief. Nach 1919 wurden die Bahn stillgelegt und die Schienen abgebaut. Forstmeister Bierau musste, wie viele „Altdeutsche“, die jenseits des Rheins geboren waren, das Elsass verlassen.